# Jubbal
Jubbal är en ort i Indien.   Den ligger i distriktet Shimla och delstaten Himachal Pradesh, i den norra delen av landet, 280 km norr om huvudstaden New Delhi. Jubbal ligger 2 100 meter över havet och antalet invånare är 1 327.
Terrängen runt Jubbal är bergig österut, men västerut är den kuperad. Runt Jubbal är det ganska tätbefolkat, med 104 invånare per kvadratkilometer. Närmaste större samhälle är Rohru, 14,3 km nordost om Jubbal. I omgivningarna runt Jubbal växer i huvudsak blandskog.